# Sobo-myeon
Sobo-myeon (koreanska: 소보면) är en socken  i kommunen Gunwi-gun i provinsen Norra Gyeongsang, i den centrala delen av Sydkorea, 200 km sydost om huvudstaden Seoul.